# 고우영
고우영(高羽榮, 1938년 9월 27일 ~ 2005년 4월 25일)은 대한민국의 전설적인 만화가이다. 만주국 번시후(현 중화인민공화국 랴오닝성 번시 시) 출생이며, 대표작으로 〈삼국지〉, 〈만화 십팔사략〉, 〈수호지〉 등이 있다. 종교는 천주교이다.

## 생애

### 어린 시절
만주 본계호에서 출생한 그는 해방 후 평양 옆 기양으로 돌아왔다. 그 후 1946년 가족들과 함께 월남하였다. 이때부터 그는 서울에서 처음으로 만화를 접할 수 있었고, 김용환, 김의환(김용환 동생), 박광현의 작품을 주로 읽었다고 한다.
1950년, 한국 전쟁이 발발하자 그는 한국 전쟁 이전부터 만화를 그려오던 두 형으로부터 영향을 받아 피난 후, 부산에서 습작을 그리게 된다. 1952년, 당시 만 14세였던 고우영은 부산에서 16쪽 단행복 《쥐돌이》를 발표하며 데뷔하였다. 1959년, 고등학교 3학년때 어머니, 자신처럼 만화가로 일한 두 형, 그리고 아버지가 세상을 떠나게 되고 가장이 되었다. 형 상영(上榮)와 일영(一榮)은 서울대 미술대학 재학 중 만화가로 데뷔, 인기를 끌었으나 두 사람 모두 20대에 요절했으며 아동문학가 고계영씨가 본인의 친누나다.
가장이 된 그는 대학교 진학의 꿈을 버리고 만화가의 길을 선택하게 된다. 1955년, 고등학생의 신분으로 "추동성"이라는 필명으로 만화계에 데뷔하였다. 필명은 자신이 다니던 고등학교인 동성고등학교에서 따왔다.

### 만화가로서의 길
당시 대본소가 주류가 되었던 만화 시장에서 [쥐돌이], [공주 애찌루] 등을 그렸고, 후에 전업 만화가로 데뷔하면서 1958년에 둘째 형 일영이 '추동식'이라는 예명으로 연재하던 만화인 '짱구박사'를 '추동성'이라는 예명으로 자신이 이어가게 된다.
이후 그림체를 문제 삼은 출판사로 인해 만화업계에서 퇴출되었고, 60년대 말 명탐정 약동이 일기라는 만화의 작화를 맡았으나, 스토리 작가 방영진의 건강 악화로 인해 연재 중단되고, 작품활동이 끊기게 된다.
그러나 1972년, 일간스포츠에서 임꺽정을 연재하며 큰 인기를 얻게 된다. 임꺽정은 당시 1컷이나 4컷으로 이루어져있던 신문만화의 틀에서 벗어나 신문지면의 반절이상을 차지하는 극화 형태의 만화였으며 맛깔스럽고 세련된 그림에 작가 특유의 해학과 입담이 잘 어우러진 그의 작품은 남녀노소 누구에게나 사랑 받았으며, 성인 남성의 지지를 가장 많이 얻었다.
이후 1981년부터 1983년까지 열국지를, 1986년 삼국지를, 1987년 수호지와 일지매를, 1991년 초한지 등을 출간하는 등 고전 중국 역사물과 한국의 설화를 재구성, 재해석한 만화들을 잇달아 내놓으며 대중들의 큰 인기를 얻는다.
그러나, 1993년 십팔사략을 출간한 뒤, 대장암 진단을 받아 작품활동이 적어진다. 진단 이후 1996년부터 1998년까지 한국일보에 한국만평을 연재하기도 하고, 1998년 신앙 입문서 신부님은 왜 큰 성체를 드시나요, 신부님 전화로 고해성사 보면 안되나요를 출간하기도 했다.
그 후, 2001년 딴지일보의 주도 하에 출간 당시 편집되어 삭제된 부분을 재복구하여 무삭제 복구판을 내놓고 다시 대중의 큰 관심을 얻게 된다.
이 덕에 2003년 고려 말부터 조선 초까지의 야사를 담은 수레바퀴를 연재하기도 하였으나, 건강상의 문제로 중단하였다.
사망 한 해인 2005년에는 80일간의 세계일주, 만화 천자문 등을 출간하기도 하였다.
50대 중반부터 성당에 다니기 시작한 고우영은 크로닌의 소설 천국의 열쇠를 만화로 각색했고, 천주교 신문인 평화신문에 돈키호테를 신부로 각색한 만화 몬시뇰키호테를 연재하기도 했다. 말년에 창세기부터 요한묵시록까지 성경 전체를 만화로 옮길 마음을 먹었다고 한다. 하지만 그 일을 시작도 하지 못하고 2005년 4월 25일 지병인 대장암이 재발하여 타계했다.
사단법인 한국만화가협의회 제 15, 16대 의장과 「어깨동무」 미술부장을 맡기도 하였다.

### 사망
2005년 4월 25일, 향년 68세에 지병인 대장암 악화로 사망했다. 그의 장례식은 천주교 의정부교구 마두동 성당에서 장례미사로 치루어졌고, 유해는 자유로 청아공원에 안치되었다. 2005년 은관문화훈장이 추서되었다.

## 주요 작품
- 〈열국지〉 1981년 7월부터 1983년까지 총 684회에 걸쳐 스포츠 신문에 연재되었다. 중국의 고대역사를 구어체로 설명하여 쉽게 이해할 수 있다. 사망하기 전에 마지막으로 복간한 작품으로서, 복간을 완료하여 출판 직전 '작가의 말'만을 남겨두고 사망하였다.
- 〈만화 십팔사략〉 : 중국 고대사를 중국 창조설화부터 남송 멸망 때까지 설명한 만화이다. 중국의 고대역사를 구어체를 사용하여 설명함으로써 독자들이 쉽게 이해할 수 있도록 하였다. 두산동아에서 출간했으며, 후에 다시 출간되었고 청소년 추천 도서가 되기도 하였으며 2005년 1월 1일부터 일간스포츠에 연재됐고[4] 작가 타계(2005년 4월 25일) 후에도[5] 끝까지(2005년 12월 20일 마지막회)[6] 연재했다.
- 〈삼국지〉: 중국의 고전 삼국지를 소재로 한 만화로 군사정권에게 검열당하는 수모를 받았다. 이후 검열당한 것을 보충한 작품이 한 출판사에 의해 시장에 나왔다. 그만의 독특한 해석이 돋보인다는 평가를 받고 있다. 나중에 극장판 영화로 만들어지기도 했다. 여포에 관한 해석이나 초선의 시간사건처럼 덧붙인 부분은 지나친 작가의 개입이 아니냐 하는 비판을 받으나, 당시 시대상을 뛰어넘는 해석과 매끈한 스토리라인, 흡입력 등은 높이 평가 받는다. 어린이판, 청소년판으로도 출간된 적 있다. 배철수가 진행하는 라디오 시나리오로도 각색된적 있다.
- 〈수호지〉: 중국 고전, 노지심과 송강을 중심으로 벌어지는 양산박을 중심으로 벌어지는 이야기들로, 고우영의  초·중기 작품이다.
- 〈일지매〉: 2008년 SBS(서울방송)에서 동명만화를 이준기, 이문식이 출연한 드라마로 제작하여 방영하였다. 2008년 11월 19일 MBC에서 원작으로 한 '돌아온 일지매'가 방송되었다. 2005년, 프랑크푸르트 국제도서전 ‘한국의 책 100’에 선정되었다.
- 〈임꺽정〉
- 〈수호지 2000〉 : 스포츠투데이에 연재되었던 새로운 수호지, 일간스포츠에 연재된 수호지와는 다르다.
- 〈대야망〉: 태권도에 전 생애를 투자한 무예인 최배달의 이야기를 그려내고 있다. (최배달의 유파는 태권도가 아니라 극진가라데이다.)
- 〈해동일룡〉
- 〈짱구박사〉
- 〈천국의 열쇠〉: 동명의 소설(A.J.크로닌 저)을 바탕으로 한 만화로 1992년 11월 1일부터 1995년 3월까지 평화신문에 '둥근 찌그렁'이라는 제목으로 연재되었다.
- 〈가루지기〉(혹은 〈가루지기전〉)
- 〈서유기〉 : 중국의 고전 서유기를 소재로 한 만화. 스포츠신문에 연재되었으며, 고우영 화백이 별세한 다음해에 자음과 모음에서 3권의 만화책으로 만들었다. 손오공이 구름 대신 제트기를 타고 우주를 다니며 삼장법사를 돕고, 사오정이 목마른 삼장법사에게 코카콜라를 가져오며, 여성 교통경찰이 등장하는 등의 현대적인 설정과 용왕이 《노인과 바다》를 읽고 다랑어(실제로는 청새치)와 상어의 눈에서 독후감을 쓴다는 등의 익살스러운 내용으로 큰 인기를 얻었다. 결말에서 삼장법사가 받은 불경의 마지막장이 찢겨진 설정과 천방지축이던 손오공이 고된 여행을 하면서 성숙한 인격과 지혜를 갖춘 믿음직한 제자로 자란다는 설정을 통해 완전한 진리는 없으며, 인간은 고난을 통해서 자라간다는 교훈이 담겨있다.
- 〈초한지〉 : 항우와 유방의 전쟁인 초한쟁패를 다루었다. 특이사항이라면 유방을 묘사할 때 자신의 작품인 고우영 삼국지의 유비를 재탕했다는 점이다.
- 〈수레바퀴〉
- 〈新고전열전〉
- 〈연산군〉
- 〈오백년〉
- 〈달마의 제자들〉: 달마 이래의 선불교 종주 및 역대 고승들을 다룬 만화
- 〈아짱에〉
- 〈약동이 시리즈〉
- 〈공주 애찌루〉
- 〈쥐돌이〉
- 〈한국만평〉

## 광고 출연
- 삼양식품 삼양라면골드
- 삼성전자 이코노 칼라TV
- LG전자 패미콤
- 동성제약 지놀타 시럽

## 수상
- 1998년 대한민국 출판만화대상 공로상 수상[7]
- 2001년 제33회 대한민국문화예술상 대중예술부문 대통령상 수상[8]
- 2003년 제2회 SICAF 어워드 공로상 수상[9]
- 2005년 제37회 대한민국 문화예술상 은관문화훈장 수상[10]
- 2006년 제4회 대한민국 창작만화 공모전 황금펜촉상 수상[11]

## 관련서적
- 고우영 외, 고우영 이야기, 씨네이십일, ISBN 89-93208-17-4